# Optomerus
Optomerus is een kevergeslacht uit de familie van de boktorren (Cerambycidae). De wetenschappelijke naam van het geslacht werd voor het eerst geldig gepubliceerd in 1996 door Giesbert.

## Soorten
Optomerus omvat de volgende soorten:
- Optomerus bispeculifer (White, 1855)
- Optomerus roppai (Magno, 1995)
- Optomerus rufotibialis (Zajciw, 1968)